# Mauvezin, Hautes-Pyrénées
Mauvezin är en kommun i departementet Hautes-Pyrénées i regionen Occitanien i sydvästra Frankrike. Kommunen ligger i kantonen Lannemezan som tillhör arrondissementet Bagnères-de-Bigorre. År 2022 hade Mauvezin 240 invånare.

## Befolkningsutveckling
Antalet invånare i kommunen Mauvezin
| Referens: INSEE |